# آرامگاه شاهزاده گرجی
مقبره شاهزاده گرجی مربوط به دوره قاجار است و در تهران، خیابان پاسدار گمنام، خیابان دهم فروردین، بزرگراه محلاتی واقع شده و این اثر در تاریخ ۳۰ تیر ۱۳۸۴ با شمارهٔ ثبت ۱۲۲۷۸ به‌عنوان یکی از آثار ملی ایران به ثبت رسیده است.